# Neuropsihologie
Neuropsihologia este o ramură a psihologiei care încearcă să înțeleagă cum structura și funcționarea creierului relaționează cu anumite procese psihice.
Neuropsihologia este știința care studiază funcțiile superioare ale omului - percepția, memoria, conștiința gesturile, limbajul etc. - în rapoirturilelor cu structurilecerebraleși cu organizarea funcțională a sistemului nervos. După Henri Hecaen, neuropsihologia este disciplina care tratează funcțiile mintale superioare, în dubla și inseparabila lor legătură cu structurile cerebrale care stau la baza acestor funcții și în legătură cu sistemele de comunicare interumană în care sunt încorporate. În neuropsihoilogie se includ numai acele tulburări psihice care apoar ca urmare a unor leziuni sau excitații în focar. În accepțiunea lui Aleksandr R. Luria , sarcina neuropsihologiei este studiul bazelor cerebrale ale activității psihice umane, prin antrenarea unor metode noi, psihologice, pentru diagnosticul topic al leziunilor locale ale creierului. 
Folosind metode riguros științifice, ea împarte cu psihologia cognitivă și alte științe cognitive vederea minții ca un procesor de informații.
Dintre disciplinele psihologiei este între cele mai eclectice: se suprapune uneori cu domenii ca filosofia (în particular a minții și limbajului), neurologia, psihiatria, domeniul aparaturii de calcul (computere; în special în domeniul rețelelor neurale artificiale) și alte neuroștiințe.
În practică, neuropsihologii tind să lucreze în universități (cercetare clinică sau de bază), în clinici (pentru diagnosticarea și tratarea pacienților cu probleme neuropsihologice - vezi neuropsihologia clinică), criminalistică (de multe ori pentru diagnosticarea persoanelor în scopuri juridice, cazuri de tribunal, lucru cu acuzații sau pentru a compărea în instanță ca martori-experți) sau industrie (de multe ori ca și consultanți unde domeniul neuropsihologie se aplică la design-ul produsului sau în cercetările clinice vizând medicamente care pot afecta procesele cognitive, neurale și senzoriale).